# Géographie de l'Égypte
La géographie de l'Égypte est principalement marquée par un climat désertique régnant sur son territoire situé en Afrique et en Asie de l'Ouest (Sinaï).
Le pays possède une double façade maritime, sur la mer Méditerranée et sur la mer Rouge. L’Égypte est entourée par la Libye à l'ouest, par la Palestine (bande de Gaza) et Israel au nord-est et par le Soudan au sud. D'une superficie de 1 001 450 km2, l’Égypte a sensiblement la même superficie que les États américains du Texas et du Nouveau-Mexique réunis, elle mesure deux fois la superficie de la France, trois fois celle de l'Allemagne et quatre fois celle du Royaume-Uni. Si l'on considère les points les plus éloignés les uns des autres, le territoire égyptien mesure 1 024 km, du nord au sud, et 1 240 km d'est en ouest. Le pays possède plus de 2 900 km de côtes le long de la mer Méditerranée, du golfe de Suez, du golfe d'Aqaba et le long de la mer Rouge, qui constitue les frontières maritimes de l’Égypte.

## Situation

Situation de l'Égypte

L’Égypte est située dans le Nord Est de l’Afrique. Ses pays limitrophes sont le Soudan, la Libye, l'Arabie Saoudite et Israël. Le pays est aussi bordé par la mer Rouge et la mer Méditerranée et est traversé par le canal de Suez.

## Structure territoriale
L’Égypte est divisée en vingt-sept gouvernorats (parfois appelés provinces), comprenant quatre villes-gouvernorat : Alexandrie (Al Iskandariyah), Le Caire (Al Qahirah), Port Saïd (Bur Said) et Suez. Neuf gouvernorats sont situés en Basse-Égypte et dans la région du delta du Nil, huit gouvernorats en Haute-Égypte le long du Nil, entre le sud du Caire et Assouan. Les cinq derniers gouvernorats sont situés dans le Sinaï et couvrent les déserts situés à l'ouest et à l'est du Nil.

## Régions naturelles

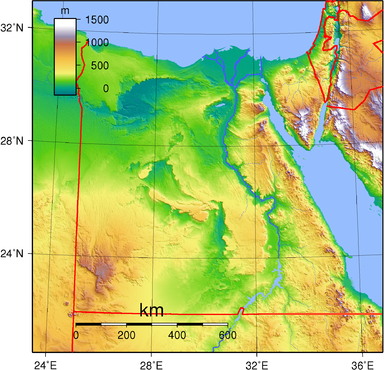
Topographie de l’Égypte.

Le territoire de l'Égypte est constitué principalement de désert. Seuls 35 000 km2 - soit 3.5 % - de la superficie du pays est cultivée et habitée de manière permanente. L'essentiel du territoire égyptien se situe à l'intérieur de la large bande désertique qui s'étend d'ouest en est depuis la côte Atlantique de l'Afrique jusqu'en Asie du sud-ouest.
L'histoire géologique de l’Égypte a donné naissance à quatre grandes régions naturelles :
- la vallée du Nil et le delta du Nil ;
- le désert Libyque (désert occidental) à l’ouest du Nil ;
- le désert Arabique (désert oriental) et l'Itbay à l’est du Nil ;
- le Sinaï, au nord-est.

Bien qu'ils ne couvrent qu'environ 5.5 % de la superficie du pays, la vallée du Nil et le delta du Nil sont les régions les plus importantes, étant les seules régions cultivables (à l'exception de quelques oasis éparses) et regroupant 99 % de la population. La vallée du Nil s'étend sur environ 800 km entre Assouan et la banlieue du Caire. La vallée du Nil est connue sous le nom de Haute-Égypte, alors que la région du delta est appelée Basse-Égypte. Des falaises abruptes entourent les berges du Nil par endroits alors que par ailleurs, elles sont dégagées et favorables à la production agricole. Par le passé, les crues du Nil en été charriaient de l'eau et du limon qui favorisaient l'agriculture sur une terre par ailleurs très aride. Depuis la construction de l'ancien barrage d'Assouan (1902) puis du haut barrage d'Assouan dans les années 1970, l'agriculture dans la vallée du Nil dépend de l'irrigation. Le delta du Nil est composée de terres basses, marécageuses, qui sont parfois impropres à l'agriculture. L'agriculture est néanmoins très développée dans la région du delta.

### La vallée et le delta du Nil

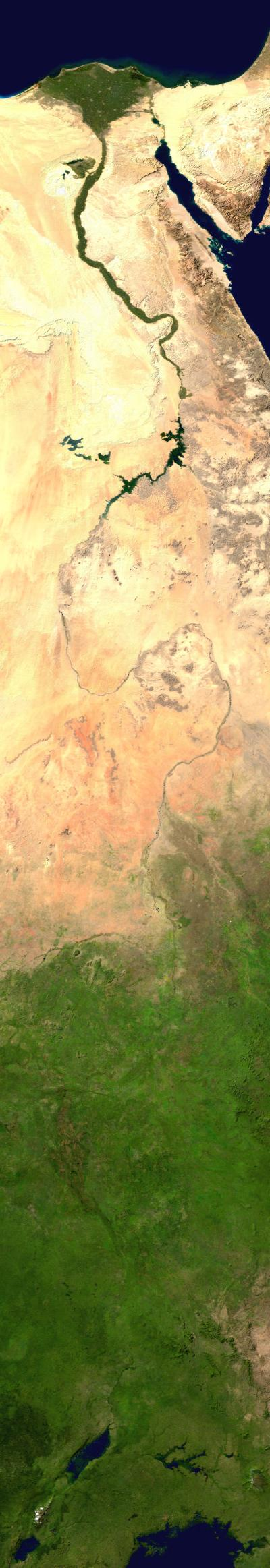
Le delta du Nil et la vallée du Nil (en vert).

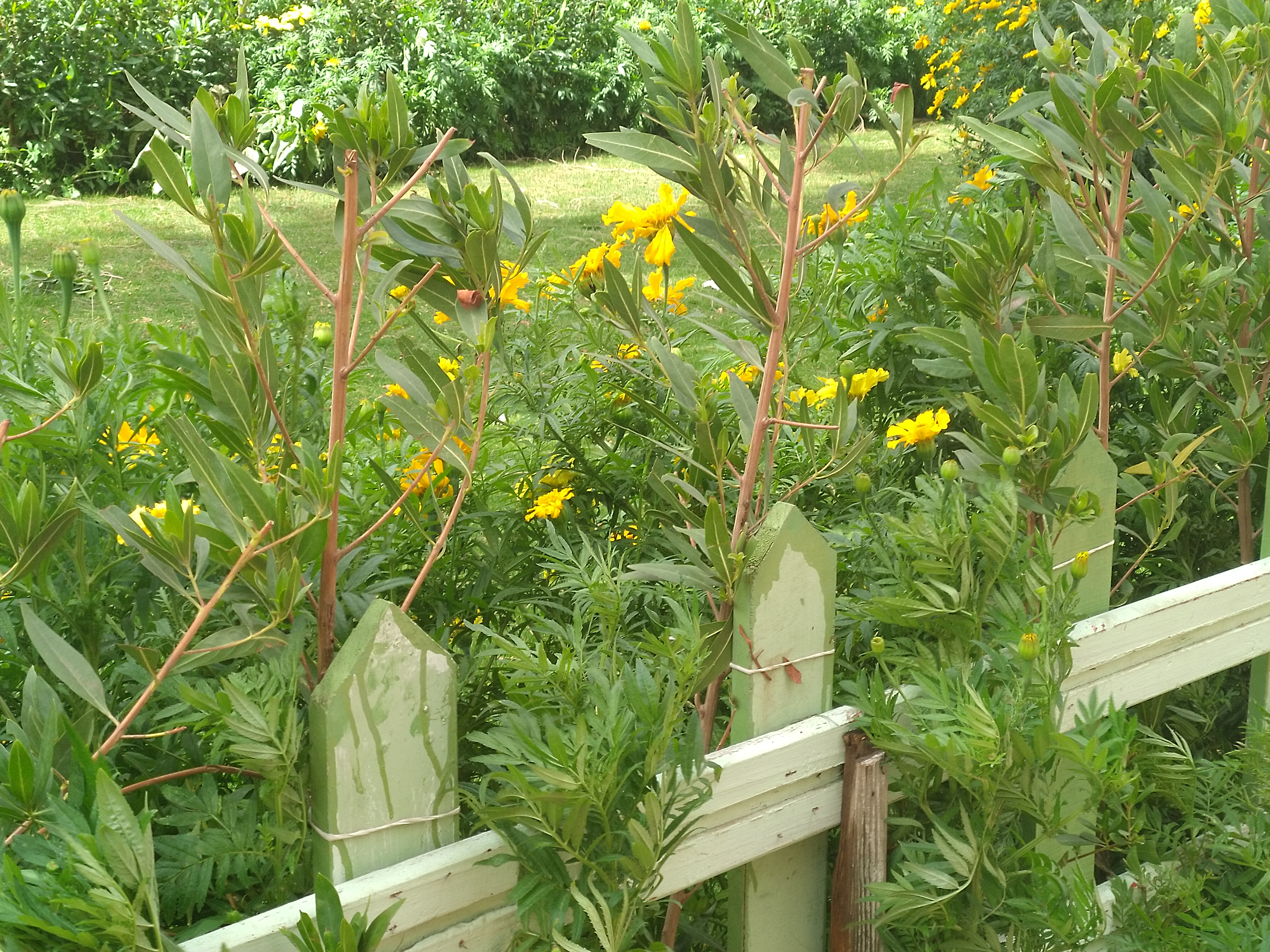
Végétation après la pluie (Basse-Égypte).

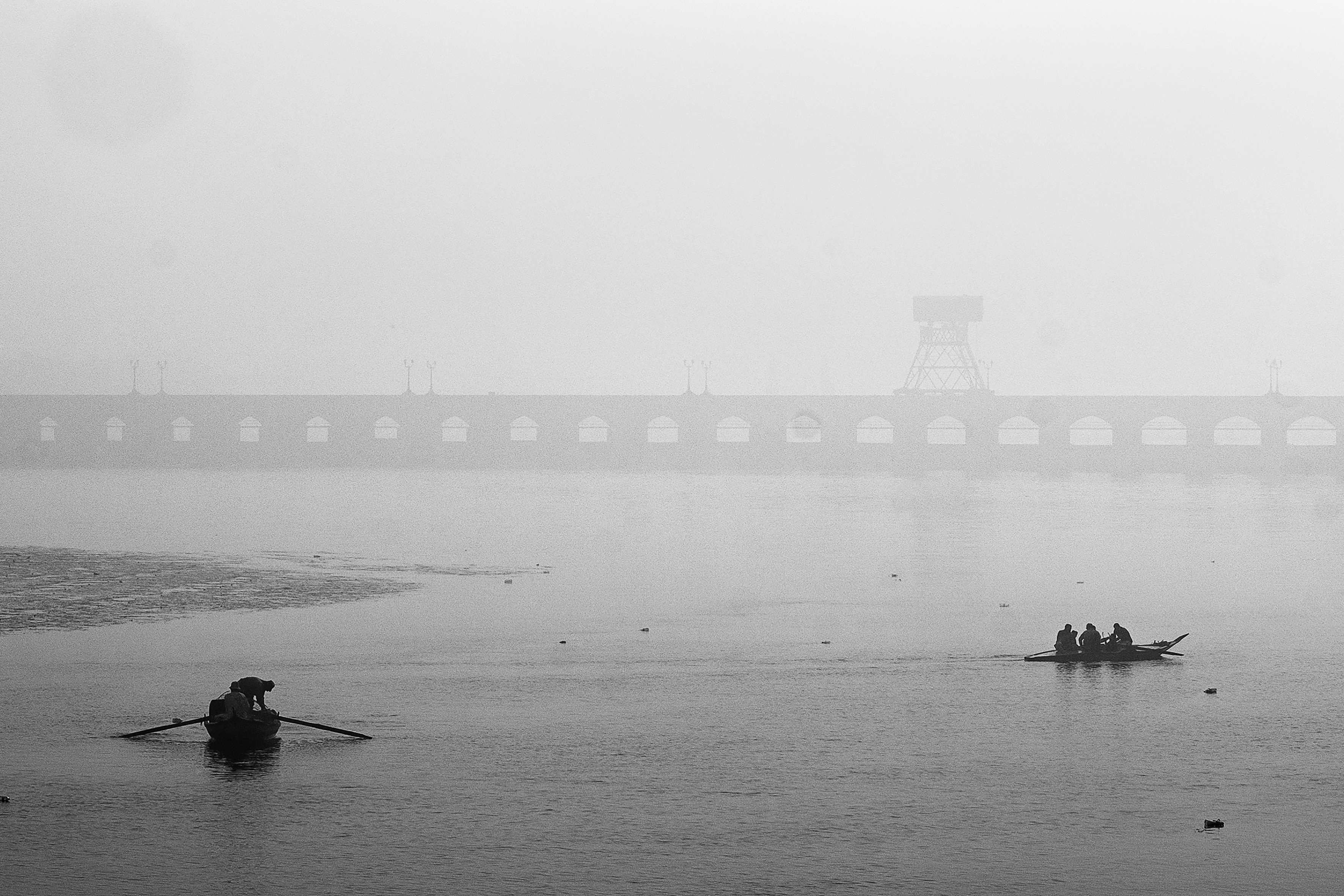
Brouillard matinal à Esna (Haute-Égypte).

Depuis l’Antiquité, on découpe le pays en deux parties, la Basse-Égypte et la Haute-Égypte, par référence au flux du Nil. Le Nil prend sa source dans le sud et se jette dans la partie orientale de la mer Méditerranée. Le bassin Levantin est au nord. La Haute-Égypte correspond à la partie sud plus élevée du pays alors que la Basse-Égypte correspond à la partie nord, plus basse.
De nos jours, on parle également de Moyenne-Égypte pour désigner la région d’Assiout qui se trouve au milieu du pays.
Si le Nil n’avait pu donner aux Égyptiens tout ce dont ils ont besoin, l’Égypte ne se serait pas formée. En effet, c’est grâce à la fertilité apportée par les crues du Nil que l’Égypte peut tirer profit de l’agriculture. 
Le Nil a aussi permis le développement de la pêche, de la chasse, et de la récolte de roseaux avec lesquels on fabriquait le papyrus ce qui a ainsi permis l’essor de l’écriture. Le Nil permet aussi de relier la Basse-Égypte et la Haute-Égypte.
La Nubie est la région qui commence au sud d’Assouan et qui continue au Soudan. Une partie de la Nubie égyptienne est aujourd’hui recouverte par les eaux du lac Nasser constituées à la suite de la construction du haut barrage d'Assouan achevé en 1970. Dans l’Antiquité, la frontière nubienne de l’Égypte était sujette à des déplacements fréquents au gré des conquêtes successives qui marquèrent la région.
(Un des quatorze morceaux du corps d'Osiris aurait été jeté dans le Nil puis avalé par un poisson.)

### Le désert occidental ou désert Libyque
Le désert occidental couvre une surface de 700 000 km2, ce qui représente plus des deux tiers de la superficie du territoire égyptien. Cet immense désert qui s'étend à l'ouest de la vallée du Nil s'étend des rivages de la mer Méditerranée au nord jusqu'à la frontière entre l'Égypte et le Soudan au sud. Au sud-ouest, le plateau désertique du Gilf al-Kabir, dont l'altitude moyenne est de 1 000 mètres, constitue un accident géographique au milieu de ce socle ininterrompu de roches recouvert par des couches de sédiments, déposés horizontalement, formant une immense plaine ou un bas plateau. La grande mer de sable est située au milieu de cette plaine désertique et s'étend de l'oasis de Siwa jusqu'au Gilf al-Kabir. Des escarpements (crêtes) et des profondes dépressions (bassins) existent en plusieurs endroits du désert occidental.
Le gouvernement a considéré le désert occidental comme une région frontalière et l'a divisé en deux gouvernorats aux alentours du 28e parallèle : Matruh au nord et Nouvelle-Vallée (Al Wadi al Jadid) au sud. On trouve sept importantes dépressions dans le désert occidental et toutes sont considérées comme des oasis à l'exception de la plus importante, Qattara, dont l'eau est salée. La dépression de Qattara, où est situé le point le plus bas du territoire égyptien, couvre une surface de 19 605 km2, ce qui représente la taille du lac Ontario. Situé sous le niveau de la mer, le point le plus bas est à une altitude de −133 m. Des badlands, marais salants et lacs salés couvrent la région, peu peuplée, de la dépression de Qattara.
Les six autres dépressions sont caractérisées par une production agricole limitée, la présence de ressources naturelles et une implantation humaine permanente, toutes sont alimentées en eau douce par le Nil ou par des sources d'eau souterraine. L'oasis de Siwah, située près de la frontière avec la Libye à l'ouest de Qattara, est isolée du reste de l’Égypte mais a été peuplée sans interruption depuis des millénaires. Le Temple d'Amon[Lequel ?], situé à flanc de falaise, y a été célèbre pour ses oracles pendant plus de 1 000 ans. Hérodote et Alexandre le Grand ont notamment visité ce temple.
Les autres oasis principales forment une chaîne topographique de bassins s'étendant du l'oasis du Fayoum (parfois appelée dépression du Fayoum), située à 60 km au sud-ouest du Caire, au sud des oasis de Bahariya, Farafirah et Dakhilah avant d'atteindre la principale oasis du pays, Kharijah. Un lac saumâtre, Birket Qarun, à l'extrême nord de l'oasis du Fayoum, se déversait dans le Nil dans les temps anciens. Pendant des siècles, des puits artésiens d'eau douce ont permis le développement de cultures dans l'oasis du Fayoum, sur une surface irriguée qui s'étend sur plus de 1 800 km2.

### La péninsule du Sinaï

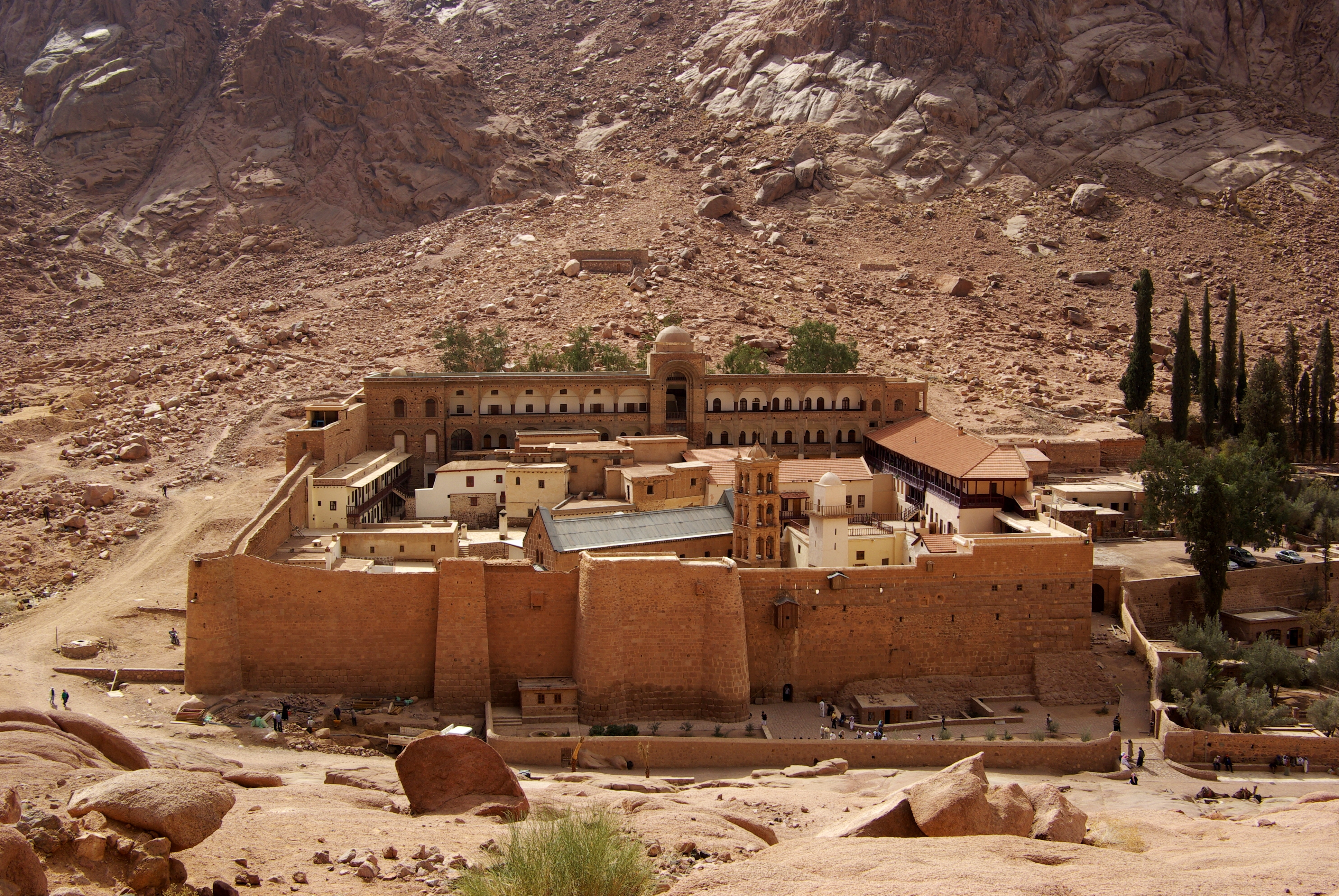
Le mont Sainte-Catherine dans le Sinaï, le point culminant de l’Égypte.

La péninsule du Sinaï est une péninsule de forme triangulaire, d'une superficie de 61 100 km2 (légèrement plus petite que l’État américain de Virginie-Occidentale). Désertique, la péninsule est montagneuse dans son secteur méridional. Ces montagnes sont une extension géologique des Monts de la mer Rouge, une chaîne de montagnes peu élevées qui longe les côtes de la mer Rouge et à laquelle appartient le mont Sainte-Catherine (Jabal Katrinah), le point culminant du pays, avec ses 2 642 mètres d'altitude. La mer Rouge a peut-être été nommée d'après ces montagnes, qui sont de couleur rouge.
La partie méridionale de la péninsule a un fort escarpement qui débouche sur un étroit plateau côtier qui descend dans la mer Rouge et le golfe d'Aqaba. L'altitude moyenne de la chaîne de montagnes située au sud du Sinaï est de 1 000 m environ. En remontant vers le nord, l'altitude du plateau calcaire décroît peu à peu. Le tiers le plus au nord de la péninsule du Sinaï est une plaine côtière plate et sablonneuse qui s'étend du canal de Suez jusqu'à la bande de Gaza et Israël.
Jusqu'à ce que les forces armées israéliennes occupent la péninsule du Sinaï pendant la guerre des Six Jours en juin 1967, la péninsule du Sinaï ne formait qu'un seul gouvernorat. En 1982, lorsque le Sinaï est rétrocédé à l’Égypte, le gouvernement égyptien décide de diviser la péninsule en deux gouvernorats. Le Sinaï Nord dont la capitale est Al Arish et le Sinaï Sud dont la capitale est El-Tor.
Les points culminants de l’Égypte sont le mont Sainte-Catherine (2 642 m) et le mont Sinaï (2 285 m). Son fleuve principal est le Nil dont la longueur est de 6 671 km.

## Géographie humaine

### Armature urbaine
Les principales villes d’Égypte sont :
- Le Caire, la capitale (8 105 000 habitants) ;
- Alexandrie (4 388 000 habitants) ;
- Gizeh (3 438 000 habitants) ;
- Shubra El-Kheima (1 072 000 habitants) ;
- Port-Saïd (607 000 habitants) ;
- Suez (547 000 habitants) ;
- Louxor (487 000 habitants) ;
- Mansourah (480 000 habitants).